# 시간 논리
논리학에서 시간 논리(時間論里, temporal logic)는 시간의 개념을 나타낼 수 있는 논리 체계를 이르는 말이다. 특히 시제 논리(時制論里, tense logic)라 하면 양상 논리를 기반으로 한 시간 논리를 가리키는 말로, 선형 시제 논리와 계산 트리 논리 등이 알려져 있으며 컴퓨터 과학 분야에서 중요하게 응용되고 있다.

## Prior의 시제 논리 (TL)
Arthur Prior가 1950년대에 저서 Time and Modality에서 처음 도입한 시제 논리 체계에는 일반적 1차 논리 연산자에 더하여 다음의 4가지 양상 연산자가 더해졌다.
- P a: "과거의 어떤 시점에 a 라는 일이 있었다"
- F a: "미래의 어떤 시점에 a 라는 일이 있을 것이다"
- G a: "미래의 모든 시점에 a 라는 일이 있을 것이다"
- H a: "과거의 모든 시점에 a 라는 일이 있었다"

다음과 같이 P와 F로부터 G와 H가 도출될 수 있고, 그 역도 그러하다:
{\displaystyle {\begin{aligned}F&\equiv \lnot G\lnot \\P&\equiv \lnot H\lnot \end{aligned}}}

## 같이 보기
- 선형 시제 논리
- 양상 논리
- 시간